# Dendrolagus goodfellowi
Il canguro arboricolo di Goodfellow (Dendrolagus goodfellowi Thomas, 1908), noto anche come canguro arboricolo ornato, appartiene alla famiglia dei Macropodidi, la quale comprende canguri, wallaby e loro simili, e, insieme ad altre undici specie, al genere Dendrolagus. È originario delle foreste pluviali della Nuova Guinea, ma manca nell'Irian Jaya centrale (Indonesia). Secondo la classificazione della IUCN, è una specie in pericolo a causa della caccia indiscriminata e della deforestazione.

## Descrizione
Come altri canguri arboricoli, nell'aspetto quello di Goodfellow si differenzia molto da quelli terricoli. Diversamente da questi ultimi, non ha arti posteriori così sproporzionatamente grandi rispetto a quelli anteriori, i quali sono robusti e terminano in artigli ricurvi per far meglio presa sui rami degli alberi; possiede anche una lunga coda utilizzata come bilanciere. Tutte queste caratteristiche lo aiutano alquanto nella sua esistenza prevalentemente arboricola. Ha una pelliccia corta e lanosa di colore solitamente castano o bruno-rossastro, una faccia bruno-grigiastra, le guance e i piedi gialli, il ventre chiaro, una lunga coda bruno-dorata e due strisce dorate sul dorso. Pesa circa 7 kg.

## Comportamento
Al suolo il canguro arboricolo di Goodfellow è lento e impacciato; si muove con un'andatura traballante e saltella goffamente, tenendo in avanti il corpo per bilanciare il peso della robusta coda. Tuttavia, sugli alberi è vivace e agile. Si arrampica trattenendo con gli arti anteriori il tronco dell'albero e saltellando con le potenti zampe posteriori, permettendo alle «mani» di scivolare. È molto abile nel salto ed è noto che possa lasciarsi cadere al suolo da altezze di 9 metri senza ferirsi.

### Alimentazione

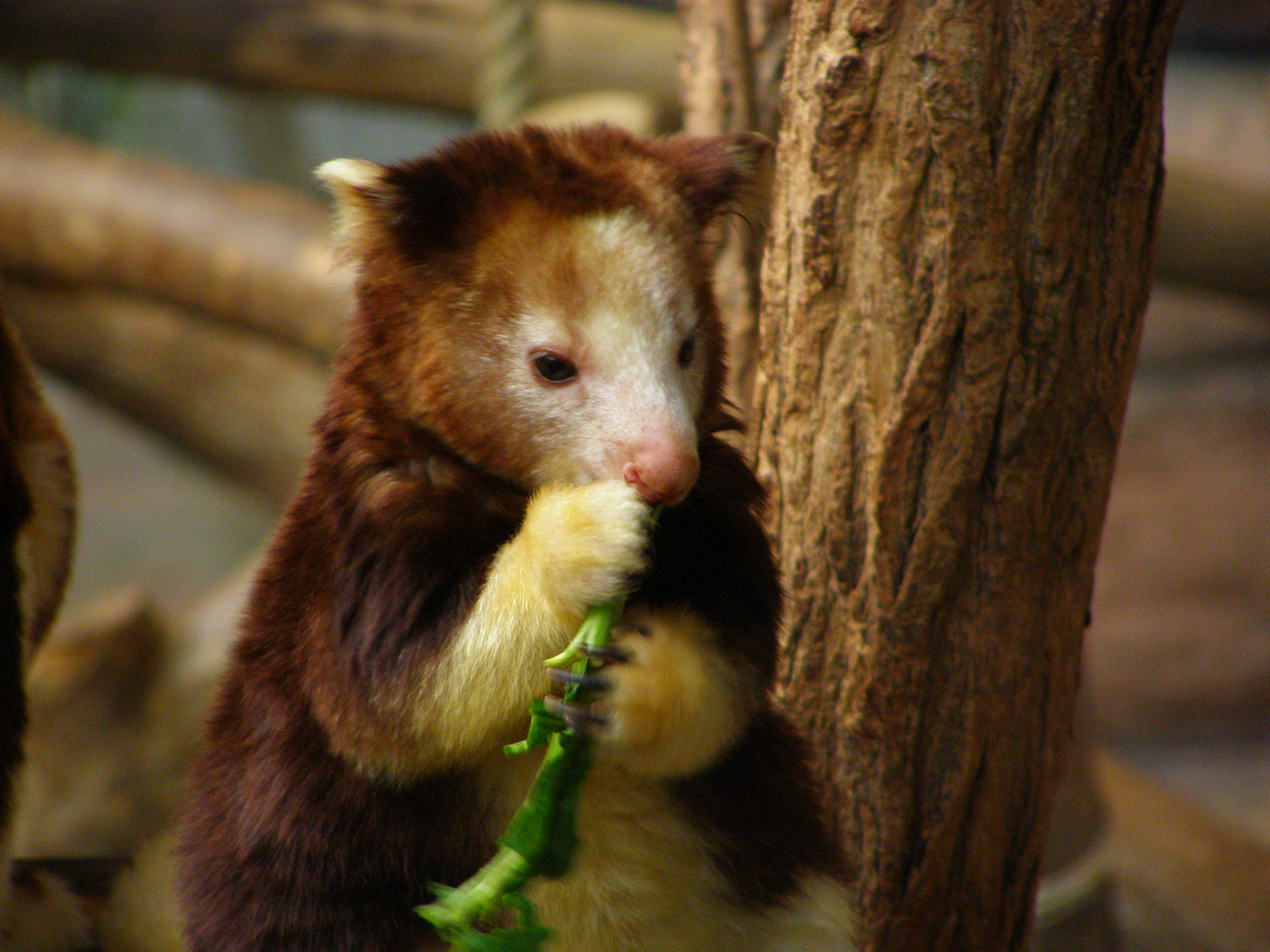
Un canguro arboricolo di Goodfellow mentre mangia.

Sebbene si nutra soprattutto delle foglie dell'albero della seta (Flindersia pimenteliana), mangia anche, se disponibili, frutti, cereali, fiori ed erbe. Possiede un grosso stomaco, simile a quello delle vacche e di altri erbivori ruminanti, che funziona un po' come un tino da fermentazione: al suo interno sono presenti dei batteri che sminuzzano le foglie fibrose e le erbe.

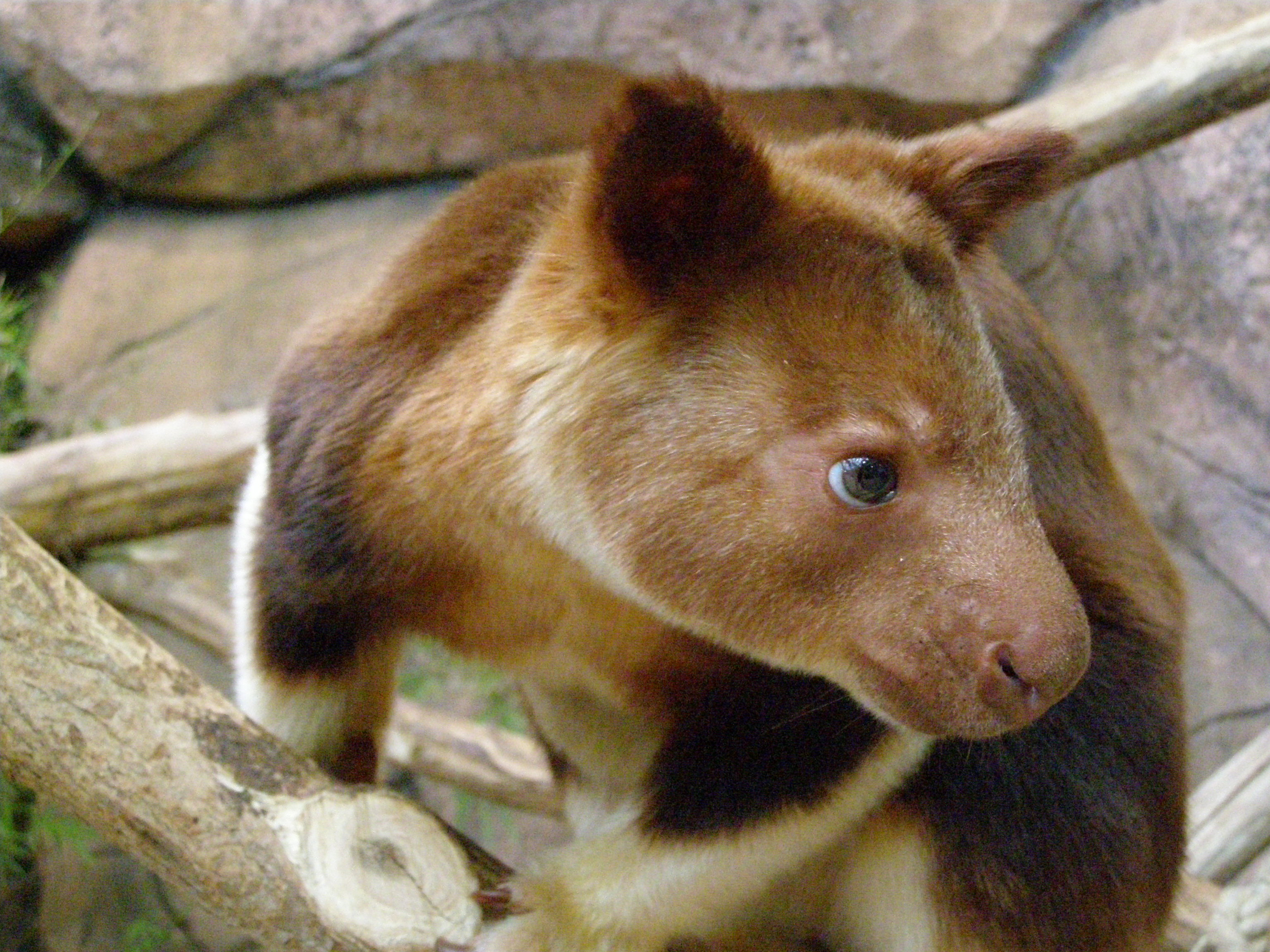
Un canguro arboricolo di Goodfellow.